# Jaguar S-Type (1963)
Der Jaguar S-Type war eine Pkw-Baureihe der oberen Mittelklasse, die vom Hersteller Jaguar erstmals 1963 auf der London Motor Show vorgestellt wurde. Der S-Type war konzipiert worden, um die Lücke zwischen dem erfolgreichen Jaguar Mark II und dem großen Mark X zu schließen.

## Das Konzept
Der S-Type basierte auf dem Jaguar Mark II und war im Grunde eine aktualisierte, leicht vergrößerte Variante dieses Fahrzeugs. Zwar wurde der S-Type – anders als der Mark II – mit der bereits beim Mark X und E-Type verwendeten Hinterachskonstruktion mit Einzelradaufhängung versehen, teilte sich ansonsten jedoch vieles vom Karosserieaufbau mit dem Mark II. Türen, Windschutzscheibe und Motorhaube waren identisch, die vorderen Kotflügel wurden leicht überarbeitet übernommen. Das Dach wurde hinten für mehr Kopffreiheit angehoben und entsprechend die Heckscheibe verändert und steiler gestellt. Die markanten Stoßstangen des Mark II entfielen zugunsten dünnerer – und nach den Worten einiger Kritiker preiswerter herstellbarer – Einheiten. Die Heckpartie musste komplett neu entworfen werden, da die neue Einzelradaufhängung den Kofferraum sonst zu sehr eingeschränkt hätte. Deshalb wurde für die geänderte Hinterachskonstruktion ein längeres Heck im Stil des Mark X konstruiert.
Die neue, viel schwerere Hinterachse gab dem Auto einen eigenständigen Charakter. Statt der aus dem Mark II bekannten Sportlichkeit wurde das Fahrverhalten nun als komfortabel empfunden. Damit korrespondierten die Servolenkung und das Borg-Warner 35 Automatikgetriebe, zwei wahlweise lieferbare Bequemlichkeits-Features, die beim S-Type vergleichsweise häufiger geordert wurden als beim Mark II. Zur Serienausstattung gehörte allerdings auch hier ein manuelles Vierganggetriebe. Wenn der Mark II jedoch auch bei identischer Motorisierung bessere Fahrleistungen bot, erlaubte die Aufhängung des S-Type höhere Kurvengeschwindigkeiten und damit eine insgesamt bessere Performance. Zunächst wurde das Vierganggetriebe von Moss mit unsynchronisiertem ersten Gang (im Volksmund Crash-Box) verbaut, zum November 1964 wurde diese altertümliche Konstruktion durch ein von Jaguar konstruiertes, voll synchronisiertes Vierganggetriebe (mit fakultativem Overdrive von Laycock de Normanville) abgelöst.

## Varianten
Angeboten wurde der S-Type mit den bereits aus dem Mark II bekannten XK6-Reihensechszylindermotoren mit 3,4 und 3,8 Litern Hubraum und 213 PS (157 kW), bzw. 223 PS (164 kW) Leistung. Diese wurden als Jaguar 3.4 S bzw. 3.8 S verkauft. Eine Daimler-Version wurde nicht angeboten.
Im Gegensatz zum leichteren Mark II war die 2,4-Liter-Maschine nicht für den S-Type erhältlich. Auch der 4,2 Liter große Sechszylinder wurde nicht im S-Type angeboten; in diesem Fall scheiterte der Einbau des Triebwerks an den engen Platzverhältnissen im Motorraum. 1966 erschien mit dem Jaguar 420 letztlich doch eine Variante mit dem 4,2-Liter-Motor; dieses Modell hatte allerdings eine geänderte Frontpartie, die an den Mark X angelehnt war.

## Die Produktion
Zwischen 1963 und 1968 wurden insgesamt 25.171 Exemplare des S-Type hergestellt.
| Modell                  | Bauzeit   | Rechtslenker | Linkslenker |
| ----------------------- | --------- | ------------ | ----------- |
| Jaguar 3,4 Litre S-Type | 1963–1968 | 8665         | 1371        |
| Jaguar 3,8 Litre S-Type | 1963–1968 | 9717         | 5418        |

## Produktionszahlen Jaguar S-Type
Laut dieser Quelle: Gesamtproduktion 25.010 Fahrzeuge von 1963 bis 1968
|               | Jahr | 1963 | 1964  | 1965  | 1966  | 1967  | 1968 | Summe  |
| ------------- | ---- | ---- | ----- | ----- | ----- | ----- | ---- | ------ |
| Jaguar S-Type |      | 33   | 6.842 | 9.545 | 5.656 | 1.967 | 967  | 25.010 |

Laut dieser Quelle:
Von den Jaguar 3,4 S waren 1.331 Linkslenker und 8.625 Rechtslenker.
Von den Jaguar 3,8 S waren 5.377 Linkslenker und 9.677 Rechtslenker.
Nachfolger des S-Type wurde 1968 der Jaguar XJ 6. 1999 führte Jaguar eine neue Modellreihe namens S-Type ein, die auch in einigen Designelementen an den namensgebenden, bis 1968 gebauten S-Type erinnerte.